# Carmenta auritincta
Carmenta auritincta is een vlinder uit de familie wespvlinders (Sesiidae), onderfamilie Sesiinae.
Carmenta auritincta is voor het eerst wetenschappelijk beschreven door Engelhardt in 1925. De soort komt voor in het Nearctisch gebied.